# قطعة العين الأمامية
قطعة العين الأمامية (بالإنجليزية: Anterior segment of eyeball)‏ هو الجزء الأمامي الثالث في العين ويشمل الأجزاء الموجودة أمام الخلط الزجاجي
 وهي:
- القرنية
- القزحية
- الجسم الهدبي
- العدسة

ضمن القطعة الأمامية يوجد تجويفان مملوءان بالسائل هما:
- الغرفة الأمامية
- الغرفة الخلفية

الخلط المائي هو السائل الذي يملأ التجاويف في القطعة الأمامية.